# 1141
Високе Середньовіччя •  Золота доба ісламу •  Реконкіста •  Хрестові походи •  Київська Русь

## Геополітична ситуація
Візантію очолює Іоанн II Комнін (до 1143). Конрад III є королем Німеччини (до 1152), Людовик VII Молодий королює у Франції (до 1180).
Апеннінський півострів розділений: північ належить Священній Римській імперії, середню частину займає Папська область, більша частина півдня належить Сицилійському королівству. Деякі міста півночі: Венеція, Піза, Генуя тощо, мають статус міст-республік.
Південь Піренейського півострова захопили Альморавіди. Північну частину півострова займають християнські Кастилія, Леон (Астурія, Галісія), Наварра та Арагонське королівство (Арагон, Барселона). Королем Англії є Стефан Блуаський (Етьєн де Блуа, до 1154), триває громадянська війна в Англії 1135—1154. Королем Данії є Ерік III (до 1146).
Київський престол утримує Всеволод Ольгович (до 1146). Новгородська республіка фактично незалежна. У Польщі період роздробленості. На чолі королівства Угорщина став Геза II (до 1162).
На Близькому сході існують держави хрестоносців: Єрусалимське королівство, Антіохійське князівство, Едеське графство, графство Триполі. Сельджуки окупували Персію та Малу Азію, в Єгипті владу утримують Фатіміди, у Магрибі Альмохади потіснили Альморавідів, у Середній Азії правлять Караханіди, Газневіди втримують частину Індії. У Китаї співіснують держава ханців, де править династія Сун, держава чжурчженів, де править династія Цзінь, та держава тангутів Західна Ся. На півдні Індії домінує Чола. В Японії триває період Хей'ан.

## Події
- Святослав Всеволодович, син київського князя Всеволода Ольговича, отримав у княжіння Володимир.
- В Англії прихильники імператриці Матильди завдали поразки військам Стефана Блуаського в битві під Лінкольном і полонили короля. Матильду проголошено королевою Англії.
- У битві під Вінчестером прихильники Стефана Блуаського розбили війська королеви Матильди й полонили її брата Річарда Глостера. Відбувся обмін Глостера на Стефана, якого в грудні знову проголошено королем.
- Королем Угорщини став Геза II.
- Південна Сун та Цзінь уклали мирну угоду.
- Каракитаї завдали поразки сельджукам під Самаркандом, вторгнулися в Хорезм.

## Народились
- 27 травня — Ейсай, японський буддистський монах, засновник секти Ріндзай-сю, популяризатор культури чаю в Японії.